# 梨花 王城に舞う -マルコ・ポーロ秘話-
ミュージカル・ロマン
『梨花 王城に舞う -マルコ・ポーロ秘話-』（りか おうじょうにまう マルコ・ポーロひわ）は、宝塚歌劇団のミュージカル作品。15場。
雪組公演。
作・演出は阿古健。
併演作品は『ザ・レビュースコープ』。

## 概要
※『宝塚歌劇100年史（舞台編）』の宝塚大劇場公演を参考にした。
『東方見聞録』で知られるマルコ・ポーロと元の王女玉蘭との恋愛を中心として、3つの恋物語が歴史的背景の中で展開された。
1987年7月の東京公演で病気休演していた一路真輝がこの公演から復帰した。

## あらすじ
※『宝塚歌劇100年史（舞台編）』の宝塚大劇場公演を参考にした。
13世紀末葉のイタリア人のマルコ・ポーロは、中国に渡り、元の皇帝フビライに仕えていた。彼はフビライの愛娘玉蘭に心を寄せていたが、その玉蘭には、日本遠征の大切な足場となる高麗の皇太子に降嫁させようという政治的判断があった。

## 公演期間と公演場所
- 1987年9月25日 - 11月10日（新人公演：10月13日） 宝塚大劇場
- （東京宝塚劇場では未公演）

## スタッフ
- 作・演出：阿古健
- 作曲・編曲：高橋城
- 音楽指揮：野村陽児
- 振付：河上五郎、ジム・クラーク
- 装置：石浜日出雄、関谷敏昭
- 衣装：任田幾英
- 照明：今井直次
- 小道具：上田特市
- 効果：中屋民生
- 音響監督：松永浩志
- 演技指導：美吉左久子
- 演出助手：谷正純
- 制作：高野賢一

## 主な配役
本公演
- マルコ・ポーロ - 平みち
- 玉蘭 - 神奈美帆
- 范文虎 - 杜けあき
- 麗妃 - 仁科有理
- 崔竜鳳 - 一路真輝
- 秀玲 - 紫とも
- フビライ汗 - 沙羅けい
- ジャムイ - 銀あけみ
- チンキム皇太子 - 北斗ひかる
- チムル皇子 - 箙かおる
- アフマド - 真咲佳子
- バヤン将軍 - 奈々央とも
- 忻都将軍 - 真笛ひびき
- 洪茶丘将軍 - 名月かなで
- 傳祥天 - 飛鳥裕
- 傳国忠 - 慶一花
- 張生 - 古代みず希
- 華妃 - 花鳥いつき
- 昭妃 - 上代粧子
- 明妃 - 明都ゆたか

新人公演
- マルコ・ポーロ - 高嶺ふぶき
- 王蘭 - 紫とも
- 范文虎 - 慶一花
- 麗妃 - 美月亜優
- 崔竜鳳 - 多彩しゅん
- 秀玲 - 桂あさひ
- フビライ汗 - 美浜寿里
- チンキム皇太子 - 美樹さやか
- テムル皇子 - 星沙紀帆
- ジャムイ皇后 - 早原みゆ紀